# Condado de Nicholas (Kentucky)
O Condado de Nicholas é um dos 120 condados do estado americano de Kentucky. A sede de condado é Carlisle, que é também a sua maior cidade. O condado tem uma área de 510 km² (dos quais 1 km² está coberto por água), uma população de 6813 habitantes e uma densidade populacional de 13 hab/km² (segundo o censo nacional de 2000). O condado foi fundado em 1800 e recebeu o seu nome em homenagem ao "Pai da Constituição do Kentucky", George Nicholas.